# Asgaran (Irão)
Asgaran (em persa: عسگران, também romanizado como 'Asgarān; também conhecida como 'Asgarān Karvan e 'Askarān) é uma cidade e capital do Distrito de Karvan, em Condado de Tiran e Karvan, província de Ispaão, Irão. No censo de 2006, sua população era de 4.037, em 1.109 famílias.